# Курон-Веноста
Курон-Веноста (італ. Curon Venosta) — муніципалітет в Італії, у регіоні Трентіно-Альто-Адідже,  провінція Больцано.
Курон-Веноста розташований на відстані близько 570 км на північ від Рима, 95 км на північний захід від Тренто, 75 км на північний захід від Больцано.
Населення — 2414 осіб (2014).

## Демографія
Населення за роками:

Станом на 1 січня 2023 року в муніципалітеті офіційно проживало 135 іноземців з 24 країн, серед них 69 громадян країн Євросоюзу.

## Сусідні муніципалітети
- Аунерталь
- Маллес-Веноста
- Наудерс
- Пфундс
- Рамоск
- Сент
- Сльден
- Тсклін